# Goddentow

Herb Goddentow I

Herb Goddentow Ia

Herb Goddentow II

Goddentow (Gojtowski, Goddenthow, Goddentowe, Goddentowen, Godentow) – herb szlachecki, używany przez rodzinę wywodzącą się z Kaszub.

## Opis herbu
Herb znany przynajmniej w trzech wariantach. Opisy stworzone przy wykorzystaniu klasycznych reguł blazonowania:
Goddentow I: Na tarczy dzielonej w słup, w polu prawym czerwonym sokół (albo papuga) srebrny w lewo, siedzący na uciętej gałęzi zielonej (lub bez gałęzi), w polu lewym błękitnym trzy (lub cztery) pasy czerwone. Klejnot: nad hełmem w koronie trzy pióra strusie czerwone między błękitnymi. Labry: z prawej czerwone, z lewej błękitne (lub czerwono-błękitne) podbite srebrem.
Goddentow Ia: Na tarczy dzielonej w słup, w polu prawym czerwonym papuga srebrna w lewo, w polu lewym srebrnym dwa lub trzy pasy błękitne. Klejnot: nad hełmem w koronie trzy pióra strusie czerwone między błękitnymi. Labry: czerwono-błękitne podbite srebrem.
Goddentow II: Na tarczy dzielonej w słup, w polu prawym czerwonym jastrząb srebrny w lewo, w polu lewym srebrnym cztery pasy czerwone. Klejnot: nad hełmem w koronie trzy pióra strusie czerwone między srebrnymi. Labry: czerwone podbite srebrem.

## Najwcześniejsze wzmianki
Herb nie jest znany polskim herbarzom. Jego wersja podstawowa po raz pierwszy pojawiła się w tzw. starym herbarzu Siebmachera z 1612 roku i niedługo potem na mapie Pomorza Lubinusa z 1618 roku. Wymieniana jest także przez herbarze Ledebura (Wappenbuch der Preussischen Monarchie, 1828), Bagmihla (Pommersches Wappenbuch, 1847), "Nowego" Siebmachera (Der Adel des Königreichs Preußen, 1906), oraz Żernickiego (Der Polnische Adel, 1900, Der polnischen Stammwappen : ihre Geschichte und ihre Sagen, 1904).
Wariant Ia pochodzi z "Uzupełnień" Siebmachera dla rodziny Goddentowów, osiadłej w Prusach Wschodnich w XVIII-XIX wieku.
Wariant II wymienia Nowy Siebmacher, Bagmihl i mapa Lubinusa. Ma to być pierwotna wersja herbu Gojtowskich.

## Herbowni
Gojtowski (Goddenthau, Goddenthow, Goddentou, Goddentow, Goddentowe, Godentow, Godentowski, Godętowski, Goytowski, błędnie - Goldentow).

## Rodzina Gojtowskich
Rodzina kaszubska, biorąca swoje nazwisko od wsi Godętowo (Goddentow), dawniej zwanej Gojtowem, w ziemi lęborskiej. Nazwisko w źródłach niemieckich pisane wyłącznie w formie Goddentow (Goddentowen), ale w okresie przynależności okręgu lęborskiego do Polski w latach 1637-57 i niekiedy w latach późniejszych, stosowana była polska forma Gojtowski (Goytowski). Protoplastą rodziny może być Hannus von Ditlene, któremu Godętowo nadał wielki mistrz krzyżacki w 1361 roku. W wieku XV wzmiankuje się dwóch Borzysławów, właścicieli wsi. W roku 1491 wzmiankuje się Jakuba z Godętowa. Jego następca, Filip (zmarły 1601), nosił już nazwisko Goddentow. Jego prawnuka, Piotra, określono natomiast w roku 1648 jako Goytowski. Być może ten sam Piotr wraz z bratem Filipem, zapisany został 10 lat później jako Die Goddentowen. Na przełomie XVIII-XIX wieku przedstawiciele rodziny osiedli w Prusach Wschodnich. Pod względem majątkowym rodzina zaliczała się do średniej szlachty, ale nie udzielała się mocno w życiu publicznym, stąd brak wzmianek o nich w klasycznych polskich herbarzach.